# Araucaria schmidii
Araucaria schmidii ist eine Pflanzenart aus der Gattung der Araukarien (Araucaria). Es handelt sich um einen Endemiten der zu Neukaledonien gehörenden Insel Grande Terre.

## Beschreibung
Araucaria schmidii wächst als immergrüner Baum, der Wuchshöhen von bis zu 30 Metern erreichen kann. Die aufsteigenden und gefiederten Äste werden 6 bis 9 Millimeter dick. Die graue Borke blättert in langen Streifen ab, die 10 bis 15 Zentimeter breit sind.
An jungen Exemplaren sind die dicken Blätter schuppenartig und besitzen eine eingekrümmte Spitze. Sie sind bei einer Länge von rund 2 Millimetern und einer Breite von rund 1,5 Millimetern lanzettlich-gekielt. An älteren Exemplaren sind die sich dachziegelartig überdeckenden, schuppenartigen Blätter bei einer Länge von 7 bis 10 Millimetern und einer Breite von 1,5 bis 2 Millimetern lanzettlich-gekielt mit einer eingekrümmten Spitze.
Die männlichen Blütenzapfen werden rund 5 Zentimeter lang und 1,5 Zentimeter dick. Die weiblichen Zapfen erreichen eine Länge von 9 bis 11 Zentimetern und einen Durchmesser von 7 bis 9 Zentimetern.

## Vorkommen
Das natürliche Verbreitungsgebiet von Araucaria schmidii umfasst den im Nordosten von Grande Terre gelegenen Mont Panié. Man findet sie dort in der Gipfelregion und an den höher gelegenen Berghängen. Das gesamte Verbreitungsgebiet umfasst eine Fläche von rund einem Quadratkilometer.
Araucaria schmidii gedeiht in Höhenlagen von 1500 bis 1630 Metern. Sie wächst als einzige Araukarien-Art Neukaledoniens nicht auf ultrabasischem Gestein. Man findet sie vor allem im Wolkenwald.

## Systematik
Araucaria schmidii gehört zur Sektion Eutacta innerhalb der Gattung der Araukarien (Araucaria). Die Erstbeschreibung als Araucaria schmidii erfolgte 1969 durch David John de Laubenfels  in Travaux du Laboratorie Forestier de Toulouse 1(8) Art 5: S. 1.

## Gefährdung und Schutz
Araucaria schmidii wird in der Roten Liste der IUCN als „gefährdet“ geführt. Der Gesamtbestand wird auf weniger als 1000 ausgewachsene Bäume geschätzt. Aufgrund des kleinen Verbreitungsgebietes und der geringen Anzahl an Bäumen gilt die Art als anfällig gegenüber Wetterkapriolen, da diese den ganzen Bestand schädigen können. Da der Mount Panie ein beliebtes Ausflugsziel für Öko-Touristen darstellt, besteht auch die Gefahr, dass durch diese Krankheiten wie Phytophthora in den Bestand eingeschleppt werden.